# Critério do Dauphiné de 2015
A 67.ª edição do Critério do Dauphiné foi uma competição de ciclismo de estrada que se disputou entre a 7 e a 14 de junho de 2015 em Ródano-Alpes (França). Teve um percurso de 1213 km distribuídos em 8 etapas, com início em Ugine e final na estação de esqui Valfréjus em Modane.
A corrida fez parte do UCI WorldTour de 2015, sendo a décima-sexta competição do calendário de máxima categoria mundial.
O ganhador foi o britânico Chris Froome (quem também ganhou duas etapas). Acompanharam-lhe no pódio o estadounidense Tejay Van Garderen e o português Rui Costa.
Nas classificações secundárias triunfaram Nacer Bouhanni (pontos), Daniel Teklehaimanot (montanha), Simon Yates (jovens) e Movistar (equipas).

## Equipas participantes
Tomaram parte na corrida 21 equipas: os dezassete UCI ProTeam (ao ter assegurada e ser obrigatória sua participação), mais quatro equipas convidadas de categoria Profissional Continental convidados pela organização. A cada equipa começou integrado por 8 corredores (exceto Giant-Alpecin que o fez com 7), formando assim um pelotão de 167 ciclistas.
| Equipa                     | Cód. UCI | Categoria                |
| -------------------------- | -------- | ------------------------ |
| Team Cannondale-Garmin     | TCG      | UCI ProTeam              |
| Team Sky                   | SKY      | UCI ProTeam              |
| Astana Pro Team            | AST      | UCI ProTeam              |
| Team Lotto NL-Jumbo        | TLJ      | UCI ProTeam              |
| AG2R La Mondiale           | ALM      | UCI ProTeam              |
| Orica GreenEDGE            | OGE      | UCI ProTeam              |
| Lotto-Soudal               | LTS      | UCI ProTeam              |
| Movistar Team              | MOV      | UCI ProTeam              |
| Team Katusha               | KAT      | UCI ProTeam              |
| BMC Racing Team            | BMC      | UCI ProTeam              |
| Etixx-Quick Step           | EQS      | UCI ProTeam              |
| Trek Factory Racing        | TFR      | UCI ProTeam              |
| Tinkoff-Saxo               | TCS      | UCI ProTeam              |
| IAM Cycling                | IAM      | UCI ProTeam              |
| Lampre-Merida              | LAM      | UCI ProTeam              |
| Team Europcar              | EUC      | Profissional Continental |
| Cofidis, Solutions Crédits | COF      | Profissional Continental |
| FDJ                        | FDJ      | UCI ProTeam              |
| Team Giant-Alpecin         | TGA      | UCI ProTeam              |
| MTN Qhubeka                | MTN      | Profissional Continental |
| Bora-Argon 18              | BOA      | Profissional Continental |

## Etapas

### 1.ª Etapa:7 de junho.Ugine-Albertville, 131.5 km
| Pos. | Corredor             | Equipa          | Tempo           |
| ---- | -------------------- | --------------- | --------------- |
| 1.º  | Peter Kennaugh       | Sky             | 3 h 06 min 51 s |
| 2.º  | Sacha Modolo         | Lampre-Merida   | a 2 s           |
| 3.º  | Edvald Boasson Hagen | MTN Qhubeka     | m.t.            |
| 4.º  | Tiesj Benoot         | Lotto-Soudal    | m.t.            |
| 5.º  | Simon Gerrans        | Orica GreenEDGE | m.t.            |

| 6.º  | Nacer Bouhanni     | Cofidis          | m.t. |
| 7.º  | Jay McCarthy       | Tinkoff-Saxo     | m.t. |
| 8.º  | Alejandro Valverde | Movistar         | m.t. |
| 9.º  | Samuel Dumoulin    | AG2R La Mondiale | m.t. |
| 10.º | Cyril Gautier      | Europcar         | m.t. |

| Pos. | Corredor             | Equipa          | Tempo           |
| ---- | -------------------- | --------------- | --------------- |
| 1.º  | Peter Kennaugh       | Sky             | 3 h 06 min 41 s |
| 2.º  | Sacha Modolo         | Lampre-Merida   | a 6 s           |
| 3.º  | Edvald Boasson Hagen | MTN Qhubeka     | a 8 s           |
| 4.º  | Tiesj Benoot         | Lotto-Soudal    | a 12 s          |
| 5.º  | Simon Gerrans        | Orica GreenEDGE | m.t.            |

| 6.º  | Nacer Bouhanni     | Cofidis          | m.t. |
| 7.º  | Jay McCarthy       | Tinkoff-Saxo     | m.t. |
| 8.º  | Alejandro Valverde | Movistar         | m.t. |
| 9.º  | Samuel Dumoulin    | AG2R La Mondiale | m.t. |
| 10.º | Cyril Gautier      | Europcar         | m.t. |

### 2.ª Etapa:8 de junho.Le Bourget-du-Lac-Villars-les-Dombes, 173 km
| Pos. | Corredor             | Equipa                     | Tempo           |
| ---- | -------------------- | -------------------------- | --------------- |
| 1.º  | Nacer Bouhanni       | Cofidis, Solutions Crédits | 4 h 23 min 46 s |
| 2.º  | Samuel Dumoulin      | AG2R La Mondiale           | m.t.            |
| 3.º  | Sacha Modolo         | Lampre-Merida              | m.t.            |
| 4.º  | Edvald Boasson Hagen | MTN Qhubeka                | m.t.            |
| 5.º  | Alexey Tsatevitch    | Katusha                    | m.t.            |

| 6.º  | Jonas Van Genechten  | IAM               | m.t. |
| 7.º  | Jens Keukeleire      | Orica GreenEDGE   | m.t. |
| 8.º  | Ramūnas Navardauskas | Cannondale-Garmin | m.t. |
| 9.º  | Yannick Martinez     | Europcar          | m.t. |
| 10.º | Luka Mezgec          | Giant-Alpecin     | m.t. |

| Pos. | Corredor             | Equipa                     | Tempo           |
| ---- | -------------------- | -------------------------- | --------------- |
| 1.º  | Peter Kennaugh       | Sky                        | 7 h 30 min 27 s |
| 2.º  | Sacha Modolo         | Lampre-Merida              | a 2 s           |
| 3.º  | Nacer Bouhanni       | Cofidis, Solutions Crédits | m.t.            |
| 4.º  | Samuel Dumoulin      | AG2R La Mondiale           | a 6 s           |
| 5.º  | Edvald Boasson Hagen | MTN Qhubeka                | a 8 s           |

| 6.º  | Tiesj Benoot         | Lotto-Soudal      | a 12 s |
| 7.º  | Yannick Martinez     | Europcar          | m.t.   |
| 8.º  | Jay McCarthy         | Tinkoff-Saxo      | m.t.   |
| 9.º  | Ramūnas Navardauskas | Cannondale-Garmin | m.t.   |
| 10.º | Julian Alaphilippe   | Etixx-Quick Step  | m.t.   |

### 3.ª Etapa:9 de junho.Roanne-Montagny(CRE), 24,5 km
| Pos. | Equipa           | Tempo       |
| ---- | ---------------- | ----------- |
| 1.º  | BMC Racing       | 29 min 58 s |
| 2.º  | Astana           | a 4 s       |
| 3.º  | Movistar         | a 5 s       |
| 4.º  | Etixx-Quick Step | a 18 s      |
| 5.º  | Orica GreenEDGE  | a 23 s      |

| 6.º  | Sky               | a 35 s |
| 7.º  | Cannondale-Garmin | a 43 s |
| 8.º  | Lampre-Merida     | a 47 s |
| 9.º  | IAM               | a 50 s |
| 10.º | Lotto NL-Jumbo    | a 54 s |

| Pos. | Corredor           | Equipa     | Tempo           |
| ---- | ------------------ | ---------- | --------------- |
| 1.º  | Rohan Dennis       | BMC Racing | 8 h 00 min 37 s |
| 2.º  | Tejay Van Garderen | BMC Racing | m.t.            |
| 3.º  | Andriy Grivko      | Astana     | a 4 s           |
| 4.º  | Vincenzo Nibali    | Astana     | m.t.            |
| 5.º  | Lieuwe Westra      | Astana     | m.t.            |

| 6.º  | Rein Taaramäe      | Astana   | m.t.  |
| 7.º  | Michele Scarponi   | Astana   | m.t.  |
| 8.º  | Gorka Izagirre     | Movistar | a 5 s |
| 9.º  | Alejandro Valverde | Movistar | m.t.  |
| 10.º | John Gadret        | Movistar | m.t.  |

### 4.ª Etapa:10 de junho.Anneyron-Sisteron, 228 km
| Pos. | Corredor             | Equipa                     | Tempo           |
| ---- | -------------------- | -------------------------- | --------------- |
| 1.º  | Nacer Bouhanni       | Cofidis, Solutions Crédits | 5 h 30 min 53 s |
| 2.º  | Jonas Van Genechten  | IAM                        | m.t.            |
| 3.º  | Luka Mezgec          | Giant-Alpecin              | m.t.            |
| 4.º  | Edvald Boasson Hagen | MTN Qhubeka                | m.t.            |
| 5.º  | Alexey Tsatevitch    | Katusha                    | m.t.            |

| 6.º  | Julian Alaphilippe | Etixx-Quick Step  | m.t. |
| 7.º  | Samuel Dumoulin    | AG2R La Mondiale  | m.t. |
| 8.º  | Tiesj Benoot       | Lotto-Soudal      | m.t. |
| 9.º  | Kévin Réza         | FDJ               | m.t. |
| 10.º | Nathan Haas        | Cannondale-Garmin | m.t. |

| Pos. | Corredor           | Equipa     | Tempo            |
| ---- | ------------------ | ---------- | ---------------- |
| 1.º  | Rohan Dennis       | BMC Racing | 13 h 31 min 30 s |
| 2.º  | Tejay Van Garderen | BMC Racing | m.t.             |
| 3.º  | Andriy Grivko      | Astana     | a 4 s            |
| 4.º  | Vincenzo Nibali    | Astana     | m.t.             |
| 5.º  | Lieuwe Westra      | Astana     | m.t.             |

| 6.º  | Rein Taaramäe      | Astana   | m.t.  |
| 7.º  | Michele Scarponi   | Astana   | m.t.  |
| 8.º  | Gorka Izagirre     | Movistar | a 5 s |
| 9.º  | Alejandro Valverde | Movistar | m.t.  |
| 10.º | John Gadret        | Movistar | m.t.  |

### 5.ª Etapa:11 de junho.Digne-les-Bains-Pra-Loup, 161 km
| Pos. | Corredor           | Equipa           | Tempo           |
| ---- | ------------------ | ---------------- | --------------- |
| 1.º  | Romain Bardet      | AG2R La Mondiale | 4 h 31 min 22 s |
| 2.º  | Tejay Van Garderen | BMC Racing       | a 36 s          |
| 3.º  | Chris Froome       | Sky              | a 40 s          |
| 4.º  | Beñat Intxausti    | Movistar         | a 42 s          |
| 5.º  | Simon Yates        | Orica GreenEDGE  | a 50 s          |

| 6.º  | Louis Meintjes   | MTN Qhubeka       | a 50 s |
| 7.º  | Andrew Talansky  | Cannondale-Garmin | a 55 s |
| 8.º  | Michele Scarponi | Astana            | a 57 s |
| 9.º  | Pierre Rolland   | Europcar          | m.t.   |
| 10.º | Mathias Frank    | IAM               | m.t.   |

| Pos. | Corredor           | Equipa           | Tempo            |
| ---- | ------------------ | ---------------- | ---------------- |
| 1.º  | Tejay Van Garderen | BMC Racing       | 18 h 03 min 22 s |
| 2.º  | Beñat Intxausti    | Movistar         | a 17 s           |
| 3.º  | Romain Bardet      | AG2R La Mondiale | a 20 s           |
| 4.º  | Michele Scarponi   | Astana           | a 31 s           |
| 5.º  | Chris Froome       | Sky              | a 41 s           |

| 6.º  | Simon Yates     | Orica GreenEDGE   | a 43 s       |
| 7.º  | Andrew Talansky | Cannondale-Garmin | a 1 min 08 s |
| 8.º  | Daniel Martin   | Cannondale-Garmin | a 1 min 16 s |
| 9.º  | Mathias Frank   | IAM               | a 1 min 17 s |
| 10.º | Nicolas Roche   | Sky               | a 1 min 25 s |

### 6.ª Etapa:12 de junho.Saint-Bonnet-en-Champsaur-Villard-de-Lans, 183 km
| Pos. | Corredor           | Equipa          | Tempo           |
| ---- | ------------------ | --------------- | --------------- |
| 1.º  | Rui Costa          | Lampre-Merida   | 4 h 29 min 23 s |
| 2.º  | Vincenzo Nibali    | Astana Pro Team | a 5 s           |
| 3.º  | Alejandro Valverde | Movistar        | a 38 s          |
| 4.º  | Tony Gallopin      | Lotto-Soudal    | a 39 s          |
| 5.º  | Simon Yates        | Orica GreenEDGE | a 1 min 24 s    |

| 6.º  | Daniel Martin   | Cannondale-Garmin | a 1 min 46 s |
| 7.º  | John Gadret     | Movistar          | a 1 min 48 s |
| 8.º  | Tiesj Benoot    | Lotto-Soudal      | a 1 min 59 s |
| 9.º  | Chris Froome    | Sky               | a 2 min 12 s |
| 10.º | Beñat Intxausti | Movistar          | m.t.         |

| Pos. | Corredor           | Equipa          | Tempo            |
| ---- | ------------------ | --------------- | ---------------- |
| 1.º  | Vincenzo Nibali    | Astana          | 22 h 34 min 17 s |
| 2.º  | Rui Costa          | Lampre-Merida   | a 29 s           |
| 3.º  | Alejandro Valverde | Movistar        | a 30 s           |
| 4.º  | Simon Yates        | Orica GreenEDGE | a 35 s           |
| 5.º  | Tejay Van Garderen | BMC Racing      | a 42 s           |

| 6.º  | Beñat Intxausti | Movistar          | a 57 s       |
| 7.º  | Chris Froome    | Sky               | a 1 min 21 s |
| 8.º  | Tony Gallopin   | Lotto-Soudal      | a 1 min 29 s |
| 9.º  | Romain Bardet   | AG2R La Mondiale  | a 1 min 30 s |
| 10.º | Daniel Martin   | Cannondale-Garmin | m.t.         |

### 7.ª Etapa:13 de junho.Montmélian-Saint-Gervais-Mont Blanc, 155 km
| Pos. | Corredor           | Equipa      | Tempo           |
| ---- | ------------------ | ----------- | --------------- |
| 1.º  | Chris Froome       | Sky         | 4 h 24 min 17 s |
| 2.º  | Tejay Van Garderen | BMC Racing  | a 17 s          |
| 3.º  | Louis Meintjes     | MTN Qhubeka | a 41 s          |
| 4.º  | Beñat Intxausti    | Movistar    | m.t.            |
| 5.º  | Joaquim Rodríguez  | Katusha     | a 54 s          |

| 6.º  | Romain Bardet     | AG2R La Mondiale  | a 1 min 08 s |
| 7.º  | Alexis Vuillermoz | AG2R La Mondiale  | a 1 min 15 s |
| 8.º  | Andrew Talansky   | Cannondale-Garmin | a 1 min 25 s |
| 9.º  | Rui Costa         | Lampre-Merida     | a 1 min 34 s |
| 10.º | Daniel Navarro    | Cofidis           | a 1 min 45 s |

| Pos. | Corredor           | Equipa          | Tempo            |
| ---- | ------------------ | --------------- | ---------------- |
| 1.º  | Tejay Van Garderen | BMC Racing      | 26 h 59 min 27 s |
| 2.º  | Chris Froome       | Sky             | a 18 s           |
| 3.º  | Beñat Intxausti    | Movistar        | a 45 s           |
| 4.º  | Rui Costa          | Lampre-Merida   | a 1 min 10 s     |
| 5.º  | Simon Yates        | Orica GreenEDGE | a 1 min 29 s     |

| 6.º  | Alejandro Valverde | Movistar          | a 1 min 40 s |
| 7.º  | Romain Bardet      | AG2R La Mondiale  | a 1 min 45 s |
| 8.º  | Daniel Martin      | Cannondale-Garmin | a 2 min 29 s |
| 5.º  | Andrew Talansky    | Cannondale-Garmin | a 2 min 39 s |
| 10.º | Joaquim Rodríguez  | Katusha           | a 2 min 46 s |

### 8.ª Etapa:14 de junho.Saint-Gervais-Mont Blanc-Modane(Valfréjus), 156,5 km
| Pos. | Corredor           | Equipa          | Tempo           |
| ---- | ------------------ | --------------- | --------------- |
| 1.º  | Chris Froome       | Sky             | 3 h 59 min 27 s |
| 2.º  | Simon Yates        | Orica GreenEDGE | a 18 s          |
| 3.º  | Rui Costa          | Lampre-Merida   | m.t.            |
| 4.º  | Tejay Van Garderen | BMC Racing      | m.t.            |
| 5.º  | Joaquim Rodríguez  | Katusha         | a 28 s          |

| 6.º  | Romain Bardet   | AG2R La Mondiale  | a 28 s |
| 7.º  | Daniel Martin   | Cannondale-Garmin | a 31 s |
| 8.º  | Wouter Poels    | Sky               | a 44 s |
| 9.º  | Pierre Rolland  | Europcar          | m.t.   |
| 10.º | Beñat Intxausti | Movistar          | m.t.   |

| Pos. | Corredor           | Equipa          | Tempo            |
| ---- | ------------------ | --------------- | ---------------- |
| 1.º  | Chris Froome       | Sky             | 30 h 59 min 02 s |
| 2.º  | Tejay Van Garderen | BMC Racing      | a 18 s           |
| 3.º  | Rui Costa          | Lampre-Merida   | a 1 min 16 s     |
| 4.º  | Beñat Intxausti    | Movistar        | a 1 min 21 s     |
| 5.º  | Simon Yates        | Orica GreenEDGE | a 1 min 33 s     |

| 6.º  | Romain Bardet      | AG2R La Mondiale  | a 2 min 05 s |
| 7.º  | Daniel Martin      | Cannondale-Garmin | a 2 min 52 s |
| 8.º  | Joaquim Rodríguez  | Katusha           | a 3 min 06 s |
| 9.º  | Alejandro Valverde | Movistar          | a 3 min 12 s |
| 10.º | Andrew Talansky    | Cannondale-Garmin | a 4 min 17 s |

## Classificações

### Classificação geral
| Pos. | Corredor           | Equipa            | Tempo            |
| ---- | ------------------ | ----------------- | ---------------- |
| 1.º  | Chris Froome       | Sky               | 30 h 59 min 02 s |
| 2.º  | Tejay van Garderen | BMC Racing        | a 10 s           |
| 3.º  | Rui Costa          | Lampre-Merida     | a 1 min 16 s     |
| 4.º  | Beñat Intxausti    | Movistar          | a 1 min 21 s     |
| 5.º  | Simon Yates        | Orica GreenEDGE   | a 1 min 33 s     |
| 6.º  | Romain Bardet      | AG2R La Mondiale  | a 2 min 05 s     |
| 7.º  | Daniel Martin      | Cannondale-Garmin | a 2 min 52 s     |
| 8.º  | Joaquim Rodríguez  | Katusha           | a 3 min 06 s     |
| 9.º  | Alejandro Valverde | Movistar          | a 3 min 12 s     |
| 10.º | Andrew Talansky    | Cannondale-Garmin | a 4 min 17 s     |

| 11.º | Rafael Valls         | Lampre-Merida    | a 4 min 20 s  |
| 12.º | Vincenzo Nibali      | Astana           | a 4 min 32 s  |
| 13.º | David de la Cruz     | Etixx-Quick Step | a 5 min 24 s  |
| 14.º | Robert Kiserlovski   | Tinkoff-Saxo     | a 6 min 43 s  |
| 15.º | Bart De Clercq       | Lotto-Soudal     | a 9 min 51 s  |
| 16.º | Daniel Navarro       | Cofidis          | a 10 min 32 s |
| 17.º | Jonathan Castroviejo | Movistar         | a 11 min 22 s |
| 18.º | Rubén Plaza          | Lampre-Merida    | a 20 min 14 s |
| 19.º | Gorka Izagirre       | Movistar         | a 20 min 49 s |
| 20.º | Adam Yates           | Orica GreenEDGE  | a 25 min 30 s |

### Classificação por pontos
| Pos. | Ciclista             | Equipa                     | Pontos |
| ---- | -------------------- | -------------------------- | ------ |
|      | Nacer Bouhanni       | Cofidis, Solutions Crédits | 64     |
| 2.º  | Edvald Boasson Hagen | MTN Qhubeka                | 56     |
| 3.º  | Chris Froome         | Sky                        | 42     |
| 4.º  | Tejay Van Garderen   | BMC Racing                 | 32     |
| 5.º  | Alexey Tsatevitch    | Katusha                    | 32     |

### Classificação da montanha
| Pos. | Ciclista             | Equipa           | Pontos |
| ---- | -------------------- | ---------------- | ------ |
|      | Daniel Teklehaimanot | MTN Qhubeka      | 65     |
| 2.º  | Chris Froome         | Sky              | 26     |
| 3.º  | Louis Meintjes       | MTN Qhubeka      | 25     |
| 4.º  | Romain Bardet        | AG2R La Mondiale | 17     |
| 5.º  | Vincenzo Nibali      | Astana           | 17     |

### Classificação dos jovens
| Posição | Ciclista        | Equipa           | Tempo            |
| ------- | --------------- | ---------------- | ---------------- |
|         | Simon Yates     | Orica GreenEDGE  | 31 h 00 min 35 s |
| 2.º     | Romain Bardet   | AG2R La Mondiale | a 32 s           |
| 3.º     | Adam Yates      | Orica GreenEDGE  | a 23 min 57 s    |
| 4.º     | Wilco Kelderman | Lotto NL-Jumbo   | a 27 min 07 s    |
| 5.º     | Tiesj Benoot    | Lotto-Soudal     | a 37 min 21 s    |

### Classificação por equipas
| Posição | Equipa           | Tempo            |
| ------- | ---------------- | ---------------- |
|         | Movistar         | 92 h 07 min 53 s |
| 2.º     | Lampre-Merida    | a 13 min 45 s    |
| 3.º     | Tinkoff-Saxo     | a 22 min 50 s    |
| 4.º     | AG2R La Mondiale | a 43 min 18 s    |
| 5.º     | Astana           | a 45 min 33 s    |

## Evolução das classificações
| Etapa (Vencedor)           | Classificação geral | Classificação por pontos | Classificação da montanha | Classificação dos jovens | Classificação por equipas |
| -------------------------- | ------------------- | ------------------------ | ------------------------- | ------------------------ | ------------------------- |
| Etapa 1 (Peter Kennaugh)   | Peter Kennaugh      | Peter Kennaugh           | Daniel Teklehaimanot      | Tiesj Benoot             | Sky                       |
| Etapa 2 (Nacer Bouhanni)   | Peter Kennaugh      | Sacha Modolo             | Daniel Teklehaimanot      | Nacer Bouhanni           | Sky                       |
| Etapa 3 (CRE) (BMC Racing) | Rohan Dennis        | Nacer Bouhanni           | Daniel Teklehaimanot      | Rohan Dennis             | BMC Racing                |
| Etapa 4 (Nacer Bouhanni)   | Rohan Dennis        | Nacer Bouhanni           | Daniel Teklehaimanot      | Rohan Dennis             | BMC Racing                |
| Etapa 5 (Romain Bardet)    | Tejay Van Garderen  | Nacer Bouhanni           | Daniel Teklehaimanot      | Romain Bardet            | Sky                       |
| Etapa 6 (Rui Costa)        | Vincenzo Nibali     | Nacer Bouhanni           | Daniel Teklehaimanot      | Simon Yates              | Movistar                  |
| Etapa 7 (Chris Froome)     | Tejay Van Garderen  | Nacer Bouhanni           | Daniel Teklehaimanot      | Simon Yates              | Movistar                  |
| Etapa 8 (Chris Froome)     | Chris Froome        | Nacer Bouhanni           | Daniel Teklehaimanot      | Simon Yates              | Movistar                  |
| Final                      | Chris Froome        | Nacer Bouhanni           | Daniel Teklehaimanot      | Simon Yates              | Movistar                  |

## UCI World Tour
O Critério do Dauphiné outorgou pontos para o UCI WorldTour de 2015, somente para corredores de equipas UCI ProTeam. As seguintes tabelas são o barómetro de pontuação e os corredores que obtiveram pontos:
| Posição             | 1.º | 2.º | 3.º | 4.º | 5.º | 6.º | 7.º | 8.º | 9.º | 10.º |
| Classificação geral | 100 | 80  | 70  | 60  | 50  | 40  | 30  | 20  | 10  | 4    |
| Por etapa           | 6   | 4   | 2   | 1   | 1   |     |     |     |     |      |

| Ciclista            | Equipa            | Geral | Etapa | Total |
| ------------------- | ----------------- | ----- | ----- | ----- |
| Chris Froome        | Sky               | 100   | 14    | 114   |
| Tejay Van Garderen  | BMC Racing        | 80    | 9     | 89    |
| Rui Costa           | Lampre-Merida     | 70    | 8     | 78    |
| Beñat Intxausti     | Movistar          | 60    | 2     | 62    |
| Simon Yates         | Orica GreenEDGE   | 50    | 6     | 56    |
| Romain Bardet       | AG2R La Mondiale  | 40    | 6     | 46    |
| Daniel Martin       | Cannondale-Garmin | 30    | -     | 30    |
| Joaquim Rodríguez   | Katusha           | 20    | 2     | 22    |
| Alejandro Valverde  | Movistar          | 10    | 2     | 12    |
| Peter Kennaugh      | Sky               | -     | 6     | 6     |
| Sacha Modolo        | Lampre-Merida     | -     | 6     | 6     |
| Vincenzo Nibali     | Astana            | -     | 4     | 4     |
| Samuel Dumoulin     | AG2R La Mondiale  | -     | 4     | 4     |
| Jonas Van Genechten | IAM               | -     | 4     | 4     |
| Andrew Talansky     | Cannondale-Garmin | 4     | -     | 4     |
| Alexey Tsatevitch   | Katusha           | -     | 2     | 2     |
| Luka Mezgec         | Giant-Alpecin     | -     | 2     | 2     |
| Tony Gallopin       | Lotto-Soudal      | -     | 1     | 1     |
| Tiesj Benoot        | Lotto-Soudal      | -     | 1     | 1     |
| Simon Gerrans       | Orica GreenEDGE   | -     | 1     | 1     |